# Tre vedove e un delitto
Tre vedove e un delitto (Widows' Peak) è un film del 1994 diretto da John Irvin.

## Trama
Negli anni 1920 Edwina Broome, una vedova di guerra inglese, si trasferisce nel villaggio irlandese di Kilshannon, in una pensione esclusiva che gli abitanti del villaggio hanno soprannominato ironicamente "Picco delle Vedove"; la proprietaria è la signora Doyle-Counihan, una donna altezzosa due volte vedova, che impone con pugno di ferro le regole di alloggio, oltre a tenere al laccio l'unico figlio Godfrey. Le regole proibiscono i bambini minorenni, qualunque uomo (a parte Godfrey), e le donne sposate o single. C'è una eccezione all'ultima regola: Katherine O’Hare, una matura zitella rimasta povera che odia gli Inglesi fermamente; la donna dirige una pensione, eppure viene tollerata dalle ricche vedove altezzose della casa; Katherine conosce in seguito il nuovo dentista del paese, Colin Clancy, ma la signora Doyle la avvisa riferendosi alle indiscrezioni sul suo passato.
Al party di benvenuto per Edwina, Katherine mostra antipatia per le origini inglesi della donna e cerca insistentemente di sapere perché si è spostata in Irlanda; Edwina risponde che aveva cercato di ritirarsi nella città di Antibes nella riviera francese, ma lì era costretta a schivare costantemente i cacciatori di doti. Saputo questo, la signora Doyle-Counihan comincia a brigare per combinare un matrimonio tra Edwina e Godfrey.
Col tempo, una serie di incontri (e scontri) ostili tra Katherine e Edwina si trasforma in una vera faida tra le due donne; Edwina accusa Katherine di aver manomesso la sua auto per farla precipitare da una collina, mancando di poco lei e Godfrey; Katherine accusa Edwina di aver colpito di proposito la sua barca durante una regata, e si difende sostenendo che Edwina sia una squilibrata e metta in piedi questi incidenti per screditarla. Alla regata Katherine conosce il tenente Rokesby, un ufficiale della Royal Navy che ha incontrato Edwina ad Antibes, e cerca di ottenere più informazioni; da parte sua, Edwina parla con Maddy O’Hara, la chiacchierona del villaggio, e lei rivela che molti anni prima Katherine partorì un bambino fuori dal vincolo matrimoniale. Il dentista Colin Clancy riceve una lettera anonima con questa informazione, e rompe con Katherine.
Katherine si vendica irrompendo al fidanzamento di Edwina e Godfrey, spiegando che le vedove le fecero pressioni per dare il neonato in adozione, sostenendo che un figlio fuori dal matrimonio fosse una offesa alle donne virtuose; il patto comprendeva la proprietà di un cottage dove vivere. Per distruggere Edwina completamente Katherine mostra una lettera della vera Edwina Broome, accusando la donna di essere un impostora e di aver lavorato come prostituta in un bordello di Antibes, dove il tenente Rokesby l’aveva incontrata. Edwina ammette tutte le accuse e se ne va.
Poco dopo le due donne sono viste sulla barca di Katherine, e il confronto passa da verbale a fisico; vari minuti dopo Edwina è avvistata sola sulla barca, mentre Katherine è scomparsa; giorni di ricerche non portano a nulla. La signora Doyle-Counihan comincia una campagna diffamatoria tramite chiacchiere e volantini sostenendo che Edwina sia una assassina e vada processata e impiccata. La polizia interroga Edwina, ma lei si limita a dire che Katherine se ne era andata di sua volontà. La cosa si ingigantisce al punto che si organizza un incontro pubblico per chiedere un processo, ma a sorpresa Katherine appare spiegando che aveva lasciato la barca per andare da una cugina e sfuggire allo scandalo e alle maldicenze del Picco della Vedove; ha deciso di stabilirsi da lei definitivamente, quindi è tornata per vendere la barca, scoprendo delle accuse verso Edwina.
Edwina incarica un avvocato di citare in giudizio la signora Doyle-Counihan e le altre per diffamazione; la Doyle-Counihan si consola dei dispiaceri pensando che ha ancora suo figlio, ignara che Godfrey, stanco di essere il suo burattino, ha fatto i bagagli e se ne sta andando sulla sua barca.
Tempo dopo, Colin Clancy accoglie in uno sfarzoso nightclub una donna elegante, la “signora Clancy”, ovvero Katherine; c’è anche la finta Edwina (ovvero la sua figlia illegittima ora adulta) assieme al marito (il finto tenente Rokesby); tutta la storia era un piano concepito dai quattro per soli scopi: vendicare il trattamento imposto a Katherine dalle vedove bigotte, e ottenere un cospicuo risarcimento finanziario con la causa per diffamazione.